# Sp3d杂化
sp3d杂化是指一个原子内的一个ns轨道、三个np轨道和一个nd轨道发生杂化的过程。原子发生sp3d杂化后，上述ns轨道、np轨道和nd轨道便会转化成为五个杂化轨道，称为“sp3d杂化轨道”。五个sp3d杂化轨道分别存在于两个平面上，其中，位于水平面的三个杂化两两之间的夹角皆为120°，另有两个杂化轨道位于轴向平面、对称地分布于水平平面两侧。一般认为sp3d杂化的水平杂化轨道是由s、px和py轨道组成的，而轴向杂化轨道则由pz和dz²组成。
以AsF5的砷原子为例：处于基态的砷原子（电子排布式为：[Ar]3d104s24p3）的一个4s电子激发至一个空的4d轨道上，使原子进入激发态（电子排布式为：[Ar]4s14p34d1）。它的一个4s轨道、三个4p轨道和一个4d轨道进行sp3d杂化，形成五个sp3d杂化轨道。该过程中砷原子的轨道排布变化情况如下图所示：